# Гражданская война в Судане (с 2023)
Гражданская война в Судане между Вооружёнными силами Судана (ВСС) и Силами быстрого реагирования (СБР) — вооружённый конфликт на территории Судана, начавшийся 15 апреля 2023 года. ВСС находятся на стороне Переходного суверенного совета, нынешнего правительства страны. СБР — военизированная организация, восходящая к ополчению «Джанджавид». Поводом для столкновений стал вопрос интеграции СБР в структуру армии. Начавшиеся в столице боевые действия вскоре охватили и другие части страны.

## Предыстория
19 декабря 2018 года в Судане вспыхнули протесты из-за резкого роста стоимости жизни и ухудшения экономической ситуации. В январе 2019 года внимание протестующих переключилось с экономических вопросов на призывы к отставке президента страны Омара аль-Башира, находившегося у власти почти 30 лет.
На этом фоне 11 апреля произошёл военный переворот, президент был арестован, и к власти в стране пришла хунта. Новым главой государства стал Абдель Фатах аль-Бурхан, возглавивший Переходный военный совет (позднее — Суверенный совет). Среди них были как гражданские лица, так и военнослужащие. За два года этот орган не смог примирить стороны с глубокими политическими разногласиями, существовавшими ещё со времён аль-Башира. Более того, Совет начал проводить жёсткие экономические реформы, чтобы претендовать на кредиты МВФ, но это решение вызвало сопротивление населения.
21 сентября 2021 года сторонники экс-президента Омара аль-Башира организовали попытку государственного переворота, но она провалилась.
25 октября того же года в результате конфликта между военными и гражданскими представителями правительства генерал Бурхан совершил государственный переворот, установив полное господство армии в новом Переходном суверенном совете. Премьер-министр Абдалла Хамдук был временно арестован, однако в дальнейшем пробыл в должности ещё два месяца и ушёл в отставку.

## Предпосылки
С момента последнего переворота страной управляла военная хунта (переходный суверенный совет Судана). Командующий Вооружёнными силами Судана Абдель Фаттах аль-Бурхан и командир сил оперативной поддержки Мухаммад Хамдан Дагло (которого чаще называют просто Хамидти) были лидерами заговорщиков. Однако поскольку аль-Бурхан, возглавлявший хунту, монополизировал власть, Дагло выразил сожаление по поводу переворота.
В начале апреля 2023 года было отложено подписание соглашения между хунтой и представителями более 50 гражданских организаций и групп. Соглашение предусматривало создание в стране переходной гражданской власти. Кроме того, документ, подпись под которым поставили также лидеры оппозиционного альянса «Силы за свободу и перемены», устанавливал сроки переходного периода, за которым должны последовать выборы. Причиной переноса подписания стала необходимость согласовать интеграцию СБР в состав Вооружённых Сил. Между армией и войсками Дагло начались разногласия по поводу будущей структуры безопасности и принципов формирования. В частности о том, кто должен возглавить Вооружённые силы — профессиональный военный или гражданский лидер.
С 11 апреля отряды СБР были развёрнуты вблизи города Мерове, а также в Хартуме. Власти приказали им уйти, однако те отказались подчиняться. 13 апреля СБР начали мобилизацию. Это вызвало опасения по поводу возможного восстания против хунты. Суданские власти заявили, что мобилизация была незаконной.
Аргументируя свою позицию, Дагло обвинил аль-Бурхана в попытке вернуть к власти аль-Башира. Суданская армия, в свою очередь, обвинила СБР в «предательском заговоре» против страны и заявила, что организация будет распущена.

## Ход событий

### Хартум
15 апреля 2023 года СБР предприняли атаки на многочисленные базы суданской армии по всей стране, в том числе и в её столице Хартуме. СБР заявили о захвате президентского дворца, а также международного аэропорта Хартума (власти опровергли эти заявления). Суданская армия объявила о закрытии всех аэропортов в стране, а военно-воздушные силы Судана нанесли авиаудары по позициям СБР в Хартуме, в разных частях города была слышна артиллерийская стрельба. Также сообщалось о столкновениях в штаб-квартире государственной телекомпании Sudan TV. Очевидцы и «Аль-Арабия» позже сообщили, что телестанция была захвачена СБР. В городе были установлены контрольно-пропускные пункты.
Во второй половине дня сообщалось о столкновениях с применением тяжёлого вооружения в южной и центральной частях Хартума. К 16 апреля основные бои в центре Хартума проходили у здания главного командования вооружённых сил страны. К 17 апреля бои в южной части города прекратились. 21 апреля особенно ожесточённые бои отмечались на дороге, ведущей в Порт-Судан, и в промзоне Аль-Башир. 22 апреля столкновения перекинулись из центра столицы на районы Хилат-Хамад, Хаджалы и Аркавит.
Сообщалось о массовом побеге из тюрьмы Кобар в Хартуме после того, как в неё ворвались вооружённые люди. Министерство внутренних дел заявило, что атака на тюрьму Кобар была частью серии нападений на пять тюрем, совершённых СБР в период с 21 по 24 апреля. Также министерство сообщило, что атака СБР на Кобар привела к гибели двух сотрудников тюрьмы и побегу всех заключённых. Общее число бежавших оценивалось примерно в 25 000 человек.
Всемирная организация здравоохранения (ВОЗ) выразила обеспокоенность по поводу потенциальной биологической опасности после того, как одна из сторон конфликта (не сообщается какая именно), захватила контроль над Национальной лабораторией общественного здравоохранения в Хартуме, в которой хранились возбудители кори, полиомиелита и холеры, а также другие опасные патогены.
26 марта 2025 года правительственные войска взяли Хартум под полный контроль.

### Другие регионы
По сообщениям, бои идут в штатах Северный Кордофан, Гедареф, Кассала, Северный Дарфур, Западный Дарфур и Южный Дарфур.
В первую половину дня 15 апреля бои охватили Мерове и Омдурман. В последнем стороны применяли тяжёлое вооружение. Бои также развернулись в столице штата Северный Дарфур городе Эль-Фашире. Как сообщили повстанцы, они захватили аэропорт Мерове, ближайшую военную базу и военный лагерь Соба, нанеся урон вооружённым силам, а также аэропорт Аль-Обейд.
В 13:30 правительственные войска объявили, что командующий силами СБР в штате Белый Нил сдался, а лагеря повстанцев Тайба и Соба «уничтожены». Тем временем в Эль-Фашире силы повстанцев пытались захватить местный аэропорт и другие здания. В 15:30 представители правительственной армии заявили, что взяли под свой контроль лагерь СБР в Мерове. Также сообщалось о столкновениях с применением тяжёлого вооружения в южной и центральной частях Хартума. Вскоре стали поступать сведения о боях в городах Порт-Судан и Залингей. Войска СБР сообщили, что захватили аэропорт, штаб связи и медицинский корпус в Эль-Фашире. Правительство, в свою очередь, объявило о победах в провинциях Гедареф и Кассала.
В 17:00 СБР сообщили о пленении нескольких египетских солдат возле Мерове. Примерно в это же время правительственная армия окружила повстанцев на местной авиабазе.
16 апреля Служба общей разведки объявила о пленении генерал-майора и бригадного генерала из отрядов СБР. Около 13:30 армия Судана объявила об аресте нескольких офицеров в аэропорту Мерове и его захвате. В Ньяле около 18:30 СБР взяли под свой контроль базу 16-й пехотной дивизии и местный аэропорт. Тем временем вооружённые силы отбили военный лагерь Мерове.
17 апреля над Омдурманом замечены истребители. СБР ворвались в район Бейт аль-Маль Омдурмана. Мятежники открыли огонь из зенитных орудий по военному самолёту суданской армии, что вызвало панику среди местных жителей. Боевые действия также развернулись к западу от аэропорта Мерове. В 10:00 СБР заявили, что полностью контролируют аэропорт Мерове. По сообщению «Аль-Джазиры», он был полностью уничтожен в ходе боёв.

### Мирные инициативы
16 апреля представители ВСС и СБР согласились с предложением ООН приостанавливать боевые действия между 16:00 и 19:00 по местному времени ежедневно по гуманитарным соображениям. Однако и во время прекращения огня продолжали раздаваться выстрелы и взрывы.
17 апреля правительства Кении, Южного Судана и Джибути выразили готовность направить своих президентов в Судан в качестве посредников. Однако их прибытие затруднило то, что аэропорт Хартума был закрыт из-за боевых действий.
18 апреля Дагло заявил, что СБР согласились на однодневное перемирие, чтобы обеспечить безопасный проход гражданских лиц, включая раненых. В Твиттере он сообщил, что решение было принято после разговора с госсекретарём США Энтони Блинкеном «и контактов с другими дружественными странами». ВСС первоначально заявили, что им неизвестно о какой-либо координации с посредниками или международным сообществом относительно перемирия, и утверждали, что СБР планировали его использовать, чтобы скрыть своё «сокрушительное поражение». Генерал армии позже подтвердил, что армия согласилась на 24-часовое прекращение огня, которое начнётся в 18:00 по местному времени (16:00 UTC). Однако после вступления в силу соглашения о прекращении огня в центре Хартума продолжали раздаваться выстрелы и артобстрелы. ВСС и СБР выступили с заявлениями, в которых обвинили друг друга в несоблюдении режима прекращения огня. Верховное командование армии заявило, что продолжит операции по обеспечению безопасности столицы и других регионов.
19 апреля и ВСС и СБР заявили, что согласились на ещё одно 24-часовое прекращение огня, начинающееся в 18:00 по местному времени (16:00 UTC). Однако ожесточённые бои продолжались.
21 апреля СБР заявили, что будут соблюдать 72-часовое прекращение огня, которое вступит в силу в 6:00 (04:00 UTC) того же дня, что знаменует начало исламского праздника Ураза-байрам. Вооружённые силы согласились на перемирие позже в тот же день, однако боевые действия продолжались в течение всего дня в Хартуме и других зонах конфликта. 24 апреля было объявлено о новом 72-часовом прекращении огня, но боевые действия вновь продолжились. Та же самая ситуация повторилась и на первое мая.
В конце июня глава мятежников Хамидти объявил двухдневное одностороннее прекращение огня.

## Другие участники конфликта
18 апреля генерал ВСС заявил, что две неназванные страны пытаются оказать помощь СБР. По данным The Wall Street Journal, ливийский военачальник Халифа Хафтар направил по меньшей мере один самолёт для доставки военных грузов СБР. По данным источников CNN, ЧВК «Вагнер» поставляет ракеты класса «земля-воздух» СБР, что значительно усиливает их группировку. Глава «Вагнера» Евгений Пригожин отрицал поддержку СБР, заявив, что компания не присутствует в Судане уже более двух лет. Также это опровергли сами СБР и Ливийская национальная армия, находящаяся под командованием Халифы Хафтара.
16 апреля СБР заявили, что их войска в Порт-Судане подверглись нападению иностранной авиации, и предупредили о недопустимости любого иностранного вмешательства. По словам бывшего аналитика ЦРУ Кэмерона Хадсона, египетские истребители являются частью кампаний бомбардировок против СБР, а подразделения египетского спецназа оказывают разведывательную и тактическую поддержку ВСС. The Wall Street Journal сообщила, что Египет направил истребители и пилотов для поддержки суданских военных. 17 апреля спутниковые снимки, полученные The War Zone, показали, что один истребитель МиГ-29М2 египетских ВВС был уничтожен, а два других были сильно повреждены в аэропорту Мерове.
15 апреля СБР заявили в своём Твиттере, что взяли в плен нескольких египетских военнослужащих близ Мерове, а также военный самолёт с опознавательными знаками ВВС Египта. Первоначально не было дано никакого официального объяснения присутствию египетских солдат, хотя Египет и Судан активно сотрудничали в военной области из-за дипломатической напряжённости с Эфиопией. Позже вооружённые силы Египта заявили, что около 200 их солдат находились в Судане на совместных с суданскими военными учениях. Позже СБР заявили, что будут сотрудничать в репатриации солдат в Египет. 19 апреля СБР заявили, что перевезли солдат в Хартум и передадут их, когда появится «подходящая возможность». 177 взятых в плен египетских военнослужащих были освобождены и доставлены тремя военными самолётами на родину. Оставшиеся 27 солдат, служивших в ВВС Египта, остаются в посольстве Египта до эвакуации после нормализации ситуации.
21 июня 2023 года Народно-освободительное движение Судана — Север подняло мятеж против правительства Судана.
19 сентября 2023 телеканал CNN сообщил, что украинские спецслужбы, вероятно, стоят за ударами по силам ЧВК «Вагнер» в Судане. Удары якобы были нанесены через два дня после того, как «вагнеровцы» доставили крупную партию оружия в африканскую страну. Украинский след западные СМИ углядели в видеоматериалах, которую показали отличительные черты атак дронов в украинском стиле. Дроны, которые широко используются украинцами в ходе войны против России, участвовали как минимум в восьми ударах, при этом на контроллере дрона был виден украинский текст. К тому же эксперты приходят к выводу, что использованная тактика, а именно схема пикирования дронов прямо на цель, была весьма необычной для Судана.
В марте 2024 года The Wall Street Journal сообщило, что летом 2023 года президент Судана обратился к Украине за помощью из-за поддерживающих повстанцев ЧВК «Вагнер» и прежних поставок Украине с начала войны с Россией оружия суданскими властями. Первая группа украинских солдат в лице около 100 военных, в основном из подразделения украинского Главного управления разведки (ГУР) «Тимур», прибыли в Судан в середине августа. Там они принимали участие в боях с «вагнеровцами».

## Жертвы
Поступают противоречивые сообщения о жертвах. По данным телеканала «Аль-Джазира», в ходе столкновений в Эль-Обейде и Хартуме по меньшей мере трое мирных жителей погибли и десятки получили ранения. По данным Al-Arabiya, в Северном Дарфуре по меньшей мере двое мирных жителей были убиты и 26 ранены. Ещё трое мирных жителей были убиты гранатомётом. Одна женщина получила пулевое ранение. В заявлении Суданского комитета врачей говорится, что двое мирных жителей были убиты в аэропорту Хартума и один человек был застрелен в штате Северный Кордофан. Сообщалось о десятках убитых и сотнях раненых во время боёв в Фаро-Баранга в Западном Дарфуре.
23 апреля ВОЗ заявила о 420 погибших в результате столкновений. Среди погибших — иностранные граждане. Более 3,7 тысячи человек получили ранения.

## Беженцы
С началом боевых действий мирные жители стремились покинуть Судан. Беженцы шли пешком или добирались на автобусах или автомобилях до сопредельных государств. С 15 по 24 апреля страну покинули более 30 000 человек. Основной поток беженцев приняли соседние Чад и Южный Судан. Беженцы в основном прибывали из Хартума и Дарфура.

## Дезинформация
14 апреля официальная страница ВСС опубликовала видео, на котором, по их утверждению, были показаны операции, проведённые ВВС Судана против СБР. Подразделение мониторинга и проверки «Аль-Джазиры» заявило, что видео было сфабриковано с использованием кадров из компьютерной игры Arma 3, опубликованных на платформе TikTok в марте 2023 года. «Аль-Джазира» также заявила, что видео, на котором командующий суданской армией Абдель Фаттах аль-Бурхан инспектирует бронетанковый корпус, было снято ещё до начала боевых действий. Видео, на котором, как сообщается, суданские вертолёты пролетают над Хартумом для участия в операциях против СБР, также распространённое в социальных сетях, оказалось датированным ноябрём 2022 года.
Также выяснилось, что две фотографии, широко распространённые в социальных сетях, на которых якобы изображены горящий мост и разбомблённое здание в Хартуме, были сделаны в ходе вторжения России на Украину.

## Реакция
Ряд стран (США, Россия, Великобритания, Испания, Турция, Саудовская Аравия, Катар, ОАЭ, Египет, Иордания, Эфиопия, Китай) и международных организаций (Африканский союз, ЕС, ООН) осудил насилие и призвал к прекращению боевых действий. Соседний Чад объявил о временном закрытии границы с Суданом.
Столкновения побудили иностранные правительства следить за ситуацией в Судане и предпринять шаги по эвакуации и репатриации своих граждан. Среди стран с наибольшим количеством граждан в Судане — Египет, в стране проживает более 10 000 его граждан, и США, число граждан которых составляет более 16 000, большинство из которых имеют двойное гражданство. Эвакуации препятствовали боевые действия в столице страны Хартуме, особенно в аэропорту. Это вынудило эвакуироваться автомобильным транспортом через Порт-Судан, который находится примерно в 650 км к северо-востоку от Хартума, откуда беженцы доставлялись по воздуху или паромами непосредственно в свои родные страны или промежуточные точки. Некоторые крупные транзитные узлы, использовавшиеся во время эвакуации, включают порт Джидда в Саудовской Аравии и Джибути, где расположены военные базы США, Китая, Японии, Франции и других стран.
На 24 апреля страну покинули более 30 000 человек. Основной поток беженцев приняли соседние Чад и Южный Судан. Беженцы в основном прибыли из Хартума и Дарфура.